# Pisano Etneo
Pisano Etneo is een plaats (frazione) in de Italiaanse gemeente Zafferana Etnea.